# Patricia Allison
Pour les articles homonymes, voir Allison.
Patricia Allison est une actrice britannique née le 7 décembre 1994. Elle est notamment connue pour son rôle de Ola Nyman dans la série Sex Education.

## Biographie
Patricia Allison est née le 7 décembre 1994 à Londres.
À l'école, elle participe à une représentation d'Oliver Twist au Royal Opera House. Après l'école, elle étudie le théâtre à l'institut Colchester et à l'East 15 Acting School à Loughton.

## Carrière
En 2018, elle obtient un rôle mineur dans la mini-série Les Misérables diffusée sur la BBC.
En 2019, elle rejoint le casting de Sex Education où elle obtient le rôle d'Ola Nyman. Personnage secondaire dans la première saison, elle devient un personnage principal dans les deuxième et troisième saisons.

## Filmographie

### Cinéma

#### Court métrage
- 2019 : Tiny Cow d'Ewan Taylor : Veronica

### Télévision

#### Séries télévisées
- 2019 : Moving On: Charlie
- 2019 : Les Misérables : Marguerite
- 2019 : Thanks for the Memories : Claudia
- 2019 - 2023 : Sex Education : Ola Nyman
- 2020 : Unprecedented : Real Time Theatre from a State of Isolation : Ellie
- 2020 : Behind the Filter : Charlotte
- 2023 : Extraordinary : Hannah
- 2025 : Meurtres au paradis : Carrie Stranfon